# 親鸞 人生の目的
『親鸞 人生の目的』（しんらん　じんせいのもくてき）は、2025年（令和7年）2月28日公開の日本のアニメ映画である。監督は青山弘、主演は杉良太郎（親鸞役）、上映時間は104分。
俳優の杉良太郎が初めて声優を務めた作品であり、世の中や人のために生きる杉良太郎を尊敬しているという EXILE ATSUSHIも映画へ推薦メッセージをだしている。
親鸞の青年期（35歳まで）を中心とした物語で、彼が「なぜ生きるのか」という人生の目的を追い求める姿を描く。苦悩と葛藤の中で、親鸞は法然と出逢い「人生の目的」の答えがあきらかになる。映画では、親鸞の内面の葛藤や、彼を取り巻く人々との人間関係を通じて、親鸞の力強い人生が描かれている。
「ミニシアターランキング」3月7日～3月9日の成績では『親鸞 人生の目的』が前週の5位から1位となる。TVアニメ「ウルヴァリン」などの青山弘監督による鮮烈な映像と青春ムービーとしての色合いも幅広い層の多くの観客の動員につながったと考えられている。また政治も私たちの日常も混沌とし、生きづらくなる一方の現在だけに、親鸞の教えに耳を傾け、生きるヒントをもらいたいと思っている人たちが増えているのかもしれないとも考察されている。
関連作品に『歎異抄をひらく』『なぜ生きる〜蓮如上人と吉崎炎上』がある。

## あらすじ

### 幼少期の苦悩
8歳で両親を失った親鸞は、「人はなぜ生きるのか」という根源的な問いに苦悩した。その答えを求め、9歳で比叡山に入り、仏道修行に励んだ。

### 青年期の葛藤と出会い
19歳になった親鸞は、聖徳太子廟への帰路で、関白・九条兼実の娘である玉日姫と出会った。玉日姫に思いを寄せてしまう親鸞は自己の煩悩に苦しみ、法然上人の教えとの出会いを通じて、さらに深く人生の意味を追求していった。

### 法然上人との別れ
法然上人の教えにより、苦悩と葛藤の中の親鸞は「人生の目的」の答えが阿弥陀仏の本願にあることを知り、それまでの仏教観が大きく変わった。また僧侶と関白の娘という決して結ばれないであろう2人の恋愛模様と仏教を求める姿が描かれた。他宗派から法然門下に対する非難が強くなり、親鸞は友人が処刑され、尊敬する師との別れがありながらも、力強く京都から新潟へ旅立った。

## 物語の背景

### 幼少期の親鸞の悩み
親鸞は4歳で父を、8歳で母をなくし、天涯孤独の身となった。 両親の死が縁となり「次に死ぬのは自分の番だ」と死を自分の問題と受け止めた親鸞は「死んだら一体、どうなるのだろうか」と問わずにおれなくなる。知識の問題ではなく、深い人間性からくる死後への不安が、親鸞を出家へとかきたてた。

### 比叡山延暦寺へ出家
生死の問題の解決は、仏教にしか教えられていない。その解決のために、当時最も有名な比叡山延暦寺に、親鸞は9歳で出家・得度する。得度をする直前に詠んだとされる有名な歌が「明日ありと 思う心の仇桜 夜半に嵐の　吹かぬものかは」。鬼気迫る無常観を歌ったものである。

### 後生の一大事
仏教は自分のやった行いが自分の運命を決めるという、因果応報の教えである。鳥や獣を食べ生き物を殺さずには生きていけない人間は、自分のやった罪によって死後必ず地獄に堕ちると釈迦は説く。地獄とは苦しみが非常に大きい世界のことである。仏教ではこれを後生の一大事と教える。死後に地獄に堕ちる一大事が待っているということである。仏教の目的は「後生の一大事を知ることにはじまり、後生の一大事の解決に終わる」とも言われる。映画では、真剣に後生の一大事の解決を目指し修行する親鸞と、不真面目な僧侶が対立して描かれている。

### 聖徳太子
聖徳太子は、日本仏教の礎を築いたとされる人物であり、親鸞もかねてより深く尊敬していた。そこで何度も聖徳太子と関わりのある場所で修行し、ありのままで救われる道を聖徳太子へ尋ねた。親鸞は聖徳太子のことを「倭国の教主」（日本のお釈迦様）とまで言っている。

### 磯長の夢告
19歳のとき修行に行き詰まられた親鸞は、師匠の慈円の許しを請い、大阪の磯長にある聖徳太子の御廟に赴き、聖徳太子へ後生の一大事の解決の道を尋ねた。三日間、一心不乱に生死出離の道を祈り念じて、ついに失神する、すると聖徳太子が夢に現れ、親鸞に「あなたの命はあと十年である」「深く信じなさい、真の菩薩を」と告げた。聖徳太子からのお告げで、自分の命が残り僅かだと知った親鸞は非常に大きな衝撃を受け、急ぎ比叡山での修行に戻ったという。

### 煩悩に苦悩する理由
当時の仏教の教えでは、後生の一大事を解決するには、戒定慧の三学という厳しい修行をやり遂げなければならないというのが常識であった。これは煩悩を「抑え」「遮り」「断つ」という過酷な修行である。そのため親鸞は必死に煩悩を抑えようとするも、26才のとき赤山禅院で出会った麗しい女性「玉日」のことが忘れられず、抑えられない煩悩に悪戦苦闘した。煩悩をどうすることもできないと気づきはじめた親鸞は、戒定慧の修行ができなくとも救われる教えを説く人がいないか、比叡山だけでなく京都や奈良、大阪などにも足を運び、探し回っている。

### 六角堂の夢告
磯長の夢告で「命が十年」と告げられてから10年後の、29歳の年、修行に精も根も尽き果てられた親鸞は、「天台宗・法華経の教えでは救われない」と絶望され、ついに、下山を決意。聖徳太子とゆかりのある京都の六角堂に行き聖徳太子に後生の一大事の解決の道を尋ねたところ、真の救いが近いことを救世観音から夢の中で告げられる。しかしその時はまだ夢告の意味がわからなかった。

### 法然上人との邂逅
天台宗の修行に絶望し、京都の街をさまよい歩いていると四条大橋で、比叡山での旧友、聖覚法印と再開。聖覚法印の導きで、人生の師である法然と出会う。法然は、戒定慧の修行ができない者であっても救うのが、阿弥陀仏の本願であること明らかにした。理路整然と教えられた親鸞は、ここに本当の救いがあることを知った。

### 聞法
親鸞は、雨の日の風の日も欠かさず法然の説く仏法を聞いた。これを聞法という。後生の一大事の解決を求め、聞法を重ね、29歳のときに聞即信の一念で、阿弥陀仏の本願によって救われた。親鸞は「誠なるかなや、摂取不捨の真言」（まことであった。本当だった。すべての人を本当の幸福に救い摂る阿弥陀仏の本願、ウソではなかった）と喜びを書き残している。

### 阿弥陀仏の本願
阿弥陀仏とは、大宇宙のすべての諸仏の師匠である。本願とは約束という意味。すべての人を必ず信楽の身に救い摂ると誓われた阿弥陀仏の本願のことを、選択本願ともいい、王本願ともいう。法然によって阿弥陀仏の本願の教えが全国に広まる。映画では、法然の背後に、御本尊としての阿弥陀仏が安置されていることが描かれている。親鸞は主著「教行信証」で、真剣な聞法によって救われることを明らかにしており、今日、浄土真宗は「聞の宗教」とも言われている。

### 信行両座の法論
親鸞が、法然門下の信心を試すために「信不退」の座と「行不退」の座設けて、弟子たちにどちらに座るかを尋ねた法論である。信心（信）で救われる（不退）と考える人は「信不退」の座へ座るように、念仏（行）さえ称えていたら救われる（不退）と考える人は「行不退」の座に座るよう指示をする。380余人の弟子のうち「信不退」の座に座ったのは、親鸞、信空、蓮生、聖覚、法然の五人であった。当時から「念仏さえ称えれば、死んだら極楽」という聞き誤りの多いことがわかるエピソードである。

### 肉食妻帯
肉食妻帯（にくじきさいたい）とは、僧侶が肉を食べることと結婚して家庭を持つことを固く禁じられている戒律を破ることである。特に肉食妻帯といえば親鸞と言われるほど、特徴的な出来事であった。当時、仏教の多くの宗派では、僧侶は修行に専念するために、動物を殺生する肉食と、煩悩をかきたてる妻帯が禁じられていた。しかし親鸞は、「公然」と結婚し戒律を破り世間を驚かせた。これは阿弥陀仏の本願が、僧侶も、在家も、男も女も、年齢も関係なく、すべての人が本当の幸福に救われる教えであることを、明らかにするためであった。夏目漱石は「その時分に、（略）思い切って妻帯し肉食をするということを公言するのみならず、断行してご覧なさい。どの位迫害を受けるか分からない（略）親鸞聖人に初めから非常な思想が有り、非常な力が有り、非常な強い根底の有る思想を持たなければ、あれ程の大改革は出来ない」と驚いている。

### 流刑理由
親鸞は師・法然のもとで専修念仏の教えを広めた。この教えは、天台宗や真言宗などの既存仏教勢力や伝統的な修行を否定するものと見なされ、社会秩序を乱す危険思想とみなされた。後に比叡山延暦寺や興福寺などから批判が高まり、朝廷に訴えられた。また親鸞は僧侶でありながら玉日と結婚し、当時の仏教界で禁じられていた肉食妻帯を行ったことも処罰の一因とされた。これらを背景に、後鳥羽上皇の治世下で念仏禁止令が出され、法然とその弟子たちが処罰された。親鸞は最初、死刑であったが、義父の九条兼実の尽力により減刑され、越後への流罪となっている。

## スタッフ
- 監督：青山弘
- 製作：パラダイス・カフェ/ 「親鸞 人生の目的」映画製作委員会
- 脚本： 青山弘・塩味鷹虎
- 原作： 高森顕徹著『歎異抄をひらく』・『人生の目的』（１万年堂出版）
- 撮影：
- 音楽：篠田大介
- 音響監督：長崎行男
- キャラクターデザイン / 総作画監督：大西雅也・西川千尋
- アニメーションプロデューサー：千葉博己・下村敬治
- アニメーション制作：オーロックス
- アニメーション制作協力：ENGI
- 題字：永田紗戀

＜エンディング ソング 「ハナノカオリ」＞
- 作詞：雅夜歌
- 作曲・編曲：篠田大介
- 歌：朝川ひろこ
- 音楽プロデューサー：本地大輔

## キャスト
- 親鸞：杉良太郎
- 親鸞（青年期）：櫻井孝宏
- 法然：中博史
- 小山剛志
- 平川大輔
- 松田健一郎
- 仙台エリ
- 小市眞琴
- 上別府仁資
- 柳田淳一
- 綿貫竜之介
- 中野泰佑
- 川井田夏海